# Cupa României 1987/88
Der Cupa României in der Saison 1987/88 war das 50. Turnier um den rumänischen Fußballpokal. Sieger wurde zum 16. Mal der Vorjahressieger Steaua Bukarest, das sich im Finale am 26. Juni 1988 durch eine Entscheidung des rumänischen Fußballverbandes gegen Dinamo Bukarest durchsetzen konnte. Da Steaua auch die Meisterschaft für sich entscheiden konnte, qualifizierte sich Dinamo für den Europapokal der Pokalsieger.

## Modus
Die Klubs der Divizia A stiegen erst in der Runde der letzten 32 Mannschaften ein. Ab dem Achtelfinale fanden alle Spiele – abgesehen vom Finale, das traditionell in Bukarest ausgetragen wurde – auf neutralem Platz statt. Es wurde jeweils nur eine Partie ausgetragen. Stand diese nach 90 Minuten unentschieden, folgte eine Verlängerung von 30 Minuten. Falls danach noch immer keine Entscheidung gefallen war, wurde die Entscheidung im Elfmeterschießen herbeigeführt.

## Sechzehntelfinale
| Datum            |                        | Ergebnis              |                       |
| ---------------- | ---------------------- | --------------------- | --------------------- |
| 27. Februar 1988 | FC Maramureș Baia Mare | 3:0                   | Politehnica Timișoara |
|                  | Voința Bukarest        | 0:3                   | Steaua Bukarest       |
| 28. Februar 1988 | Granitul Babadag       | 1:2                   | FC Argeș Pitești      |
|                  | Partizanul Bacău       | 1:2                   | FC Olt Scornicești    |
|                  | Gloria Bistrița        | 2:3                   | AS Victoria Bukarest  |
|                  | FCM Progresul Brăila   | 5:1                   | CSM Suceava           |
|                  | Rapid Bukarest         | 1:0                   | AS Armata Târgu Mureș |
|                  | CFR Pașcani            | 2:2 n. V. (3:2 i. E.) | Flacăra Moreni        |
|                  | Petrolul Ploiești      | 1:1 n. V. (4:2 i. E.) | Oțelul Galați         |
|                  | CSM Reșița             | 3:1                   | FCM Brașov            |
|                  | Olimpia Satu Mare      | 2:0                   | Universitatea Cluj    |
|                  | Montana Sinaia         | 1:2                   | Dinamo Bukarest       |
|                  | Oțelul Ștei            | 1:2                   | Universitatea Craiova |
|                  | Pandurii Târgu Jiu     | 0:1                   | SC Bacău              |
|                  | Unirea Urziceni        | 1:3                   | Corvinul Hunedoara    |
| 9. März 1988     | Carpați Agnita         | 0:1                   | Sportul Studențesc    |

## Achtelfinale
| Datum          |                        | Ergebnis              |                      | Ort        |
| -------------- | ---------------------- | --------------------- | -------------------- | ---------- |
| 10. April 1988 | FC Maramureș Baia Mare | 1:3                   | Steaua Bukarest      | Baia Mare  |
| 4. Mai 1988    | Universitatea Craiova  | 2:1                   | SC Bacău             | Alba Iulia |
|                | CFR Pașcani            | 2:1 n. V.             | FC Olt Scornicești   | Brașov     |
|                | Dinamo Bukarest        | 4:1                   | FCM Progresul Brăila | Buzău      |
|                | Corvinul Hunedoara     | 2:1 n. V.             | Petrolul Ploiești    | Făgăraș    |
|                | Sportul Studențesc     | 3:2 n. V.             | Olimpia Satu Mare    | Sibiu      |
|                | Rapid Bukarest         | 0:0 n. V. (5:4 i. E.) | FC Argeș Pitești     | Târgoviște |
|                | AS Victoria Bukarest   | 2:0                   | CSM Reșița           | Târgu Jiu  |

## Viertelfinale
| Datum        |                      | Ergebnis |                       | Ort           |
| ------------ | -------------------- | -------- | --------------------- | ------------- |
| 5. Juni 1988 | Dinamo Bukarest      | 4:2      | Corvinul Hunedoara    | Brașov        |
|              | Sportul Studențesc   | 2:0      | Rapid Bukarest        | Bukarest      |
|              | Steaua Bukarest      | 2:1      | Universitatea Craiova | Ploiești      |
|              | AS Victoria Bukarest | 2:0      | CFR Pașcani           | Râmnicu Sărat |

## Halbfinale
| Datum         |                 | Ergebnis |                      | Ort      |
| ------------- | --------------- | -------- | -------------------- | -------- |
| 15. Juni 1988 | Dinamo Bukarest | 4:2      | AS Victoria Bukarest | Bukarest |
|               | Steaua Bukarest | 3:1      | Sportul Studențesc   | Bukarest |

## Finale
| Paarung         | Steaua Bukarest – Dinamo Bukarest |
| Ergebnis        | 2:1 (1:0) |
| Datum           | 26. Juni 1988 |
| Stadion         | Stadionul 23 August, Bukarest |
| Zuschauer       | 45.000 |
| Schiedsrichter  | Radu Petrescu (Brașov) |
| Tore            | 1:0 Marius Lăcătuș (27.) 1:1 Florin Rădocioiu (87.) 2:1 Gavril Balint (90.) |
| Steaua Bukarest | Gheorghe Liliac, Ștefan Iovan, Adrian Bumbescu, Miodrag Belodedici, Iosif Rotariu, Lucian Bălan, Tudorel Stoica, Gheorghe Popescu, Gheorghe Hagi, Marius Lăcătuș, Victor Pițurcă (52. Gavril Balint) Cheftrainer: Anghel Iordănescu    |
| Dinamo Bukarest | Dumitru Moraru, Iulian Mihăescu (46. Lică Movilă), Mircea Rednic, Ioan Andone, Ioan Varga, Dănuț Lupu, Ioan Lupescu, Dorin Mateuț, Costel Orac (82. Florin Răducioiu), Rodion Cămătaru, Claudiu Vaișcovici Cheftrainer: Mircea Lucescu |

Nachdem der Schiedsrichter Radu Petrescu das Tor von Gavril Balint in der 90. Minute wegen einer Abseitsposition nicht anerkannt hatte, verließen die Spieler von Steaua auf Anweisung von Valentin Ceaușescu aus Protest das Spielfeld, woraufhin das Spiel beim Stand von 1:1 abgebrochen wurde. Zunächst wurde der Pokal an Dinamo übergeben, später wertete der rumänische Fußballverband das Spiel mit 2:1 und erklärte Steaua zum Sieger. Im Jahr 1990 – nach der rumänischen Revolution – gab Steaua den Pokal an Dinamo zurück, wird aber bis heute in offiziellen Statistiken als Sieger geführt.